# Mentholzigaretten

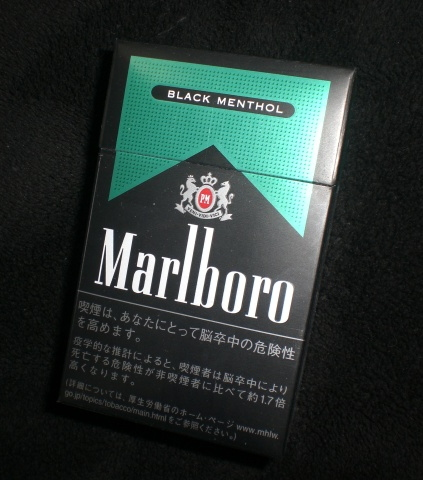
Marlboro Black Menthol (Japan)

Mentholzigaretten sind  Zigaretten mit einem intensiven Menthol-Aroma. Menthol ist ein natürlich vorkommendes ätherisches Öl und ist in Pflanzenarten der Gattung Minze enthalten.
Tabakprodukten wird Menthol seit den 1920er Jahren zugesetzt. Es vermindert beim Inhalieren des Rauches das Reiz- und Schmerzempfinden im Atemtrakt. Es verändert die Dichte von Nikotinrezeptoren im Zentralnervensystem. Zusätzlich verändert es den Metabolismus von Nikotin und erhöht dessen Bioverfügbarkeit. Es verstärkt die Nikotinsucht. Das größte Problem an dem Menthol ist, dass es eine kühlende und schmerzlindernde, leicht betäubende Wirkung hat. Dies führe dazu, dass der normalerweise kratzige Tabakrauch leichter zu inhalieren sei. Das mache Mentholzigaretten vor allem für Rauch-Neulinge attraktiv – deshalb sind sie in mehreren Ländern verboten.

## Marktanteil
Laut deutschem Zigarettenverband (DZV) sind die Marktanteile von Mentholzigaretten 2020 in verschiedenen Ländern sehr unterschiedlich: Die USA habe einen stark etablierten Menthol-Markt (circa 28 bis 34 Prozent Marktanteil). Nach einer Studie des National Cancer Institutes aus den Jahren 2003 bis 2014/15 wurden Mentholzigaretten häufiger von Frauen und jüngeren Rauchern konsumiert. Besonders starke Unterschiede gab es bei den verschiedenen Ethnien. Afroamerikaner rauchten zu mehr als 70 % Mentholzigaretten, während der Anteil bei Weißen, Hispanics und anderen bei unter 30 % lag. In Europa sei diese Zigarettensorte besonders in Polen und Finnland beliebt (je circa 24 Prozent Marktanteil).

## EU-Recht
In der EU ist die Verwendung von Menthol als Tabakzusatzstoff seit dem 20. Mai 2020 verboten.
Die Europäische Union hatte bereits 2014 über Neuregelungen der europaweiten Tabakproduktlinie abgestimmt.
Die Regelung ist Teil der EU-Tabakrichtlinie, die bereits 2014 verabschiedet wurde und 2016 in Kraft getreten ist, aber da Mentholzigaretten einen EU-weiten Marktanteil von über drei Prozent haben, galt für sie eine Übergangsfrist von vier Jahren. Hülsen mit Menthol-Aroma, die separat verkauft werden, sind weiterhin erlaubt.
Die Begründung des Europäischen Gerichtshofs für das Menthol-Zigaretten-Verbot ist der Schutz der Gesundheit.
Die EU-Richtlinie betrifft alle Tabakerzeugnisse, die nach Ansicht der EU mit einem „charakteristischem Aroma“ den Einstieg erleichtern würden. Das betrifft sowohl Zigaretten als auch Drehtabak. Tabakerhitzer und Elektrische Zigaretten mit Menthol-Liquid sind weiterhin erlaubt.
Tabakkonzerne haben die Übergangszeit genutzt, um Ersatzprodukte zu entwickeln: Aromakarten, die in Zigarettenpackungen gesteckt werden können, Eindrehfilter oder Kapseln, sogenannte Ice-Balls, welche zum Freisetzen des Menthols zerdrückt werden müssen.